# Convocazioni per la Coppa del mondo per club FIFA 2022
Elenco dei giocatori convocati da ciascun club partecipante alla Coppa del mondo per club FIFA 2022.

## Club

### Al-Ahly
Allenatore:  Marcel Koller
| N. |                   | Ruolo | Calciatore          |
| -- | ----------------- | ----- | ------------------- |
| 1  | Egitto (bandiera) | P     | Mohamed El Shenawy  |
| 2  | Egitto (bandiera) | C     | Khaled Abdel Fattah |
| 4  | Egitto (bandiera) | D     | Mahmoud Metwalli    |
| 5  | Egitto (bandiera) | D     | Ramy Rabia          |
| 6  | Egitto (bandiera) | D     | Yasser Ibrahim      |
| 7  | Egitto (bandiera) | C     | Kahraba             |
| 8  | Egitto (bandiera) | C     | Hamdy Fathy         |
| 9  | Egitto (bandiera) | C     | Ahmed Abdelkader    |
| 10 | Egitto (bandiera) | A     | Mohamed Sherif      |
| 13 | Egitto (bandiera) | C     | Marwan Attia        |
| 14 | Egitto (bandiera) | C     | Hussein El Shahat   |
| 15 | Mali (bandiera)   | C     | Aliou Dieng         |

| N. |                      | Ruolo | Calciatore          |
| -- | -------------------- | ----- | ------------------- |
| 16 | Egitto (bandiera)    | P     | Ali Lotfi           |
| 17 | Egitto (bandiera)    | C     | Amr El Solia        |
| 19 | Egitto (bandiera)    | C     | Afsha               |
| 21 | Tunisia (bandiera)   | D     | Ali Maâloul         |
| 23 | Sudafrica (bandiera) | A     | Percy Tau           |
| 24 | Egitto (bandiera)    | D     | Mohamed Abdel Monem |
| 27 | Egitto (bandiera)    | A     | Taher Mohamed       |
| 30 | Egitto (bandiera)    | D     | Mohamed Hany        |
| 33 | Egitto (bandiera)    | P     | Hamza Alaa          |
| 34 | Egitto (bandiera)    | C     | Mohamed Fakhri      |
| 40 | Egitto (bandiera)    | D     | Mohamed Ashraf      |

### Al-Hilal
Allenatore:  Ramón Díaz
| N. |                           | Ruolo | Calciatore         |
| -- | ------------------------- | ----- | ------------------ |
| 1  | Arabia Saudita (bandiera) | P     | Abdullah Al-Mayouf |
| 4  | Arabia Saudita (bandiera) | D     | Khalifa Al-Dawsari |
| 5  | Arabia Saudita (bandiera) | D     | Ali Al-Bulaihi     |
| 6  | Colombia (bandiera)       | C     | Gustavo Cuéllar    |
| 8  | Arabia Saudita (bandiera) | C     | Abdullah Otayf     |
| 9  | Nigeria (bandiera)        | A     | Odion Ighalo       |
| 10 | Argentina (bandiera)      | A     | Luciano Vietto     |
| 11 | Arabia Saudita (bandiera) | A     | Saleh Al-Shehri    |
| 14 | Arabia Saudita (bandiera) | A     | Abdullah Al-Hamdan |
| 16 | Arabia Saudita (bandiera) | C     | Nasser Al-Dawsari  |
| 17 | Mali (bandiera)           | A     | Moussa Marega      |
| 19 | Perù (bandiera)           | C     | André Carrillo     |

| N. |                           | Ruolo | Calciatore           |
| -- | ------------------------- | ----- | -------------------- |
| 20 | Corea del Sud (bandiera)  | D     | Jang Hyun-soo        |
| 21 | Arabia Saudita (bandiera) | P     | Mohammed Al-Owais    |
| 28 | Arabia Saudita (bandiera) | C     | Mohamed Kanno        |
| 29 | Arabia Saudita (bandiera) | C     | Salem Al-Dawsari     |
| 31 | Arabia Saudita (bandiera) | P     | Habib Al-Wotayan     |
| 42 | Arabia Saudita (bandiera) | D     | Muath Faqihi         |
| 43 | Arabia Saudita (bandiera) | C     | Musab Al-Juwayr      |
| 66 | Arabia Saudita (bandiera) | D     | Saud Abdulhamid      |
| 67 | Arabia Saudita (bandiera) | D     | Mohammed Al-Khaibari |
| 70 | Arabia Saudita (bandiera) | D     | Mohammed Jahfali     |
| 96 | Brasile (bandiera)        | C     | Michael              |

### Auckland City
Allenatore:  Albert Riera
| N. |                          | Ruolo | Calciatore       |
| -- | ------------------------ | ----- | ---------------- |
| 1  | Nuova Zelanda (bandiera) | P     | Conor Tracey     |
| 2  | Nuova Zelanda (bandiera) | C     | Mario Ilich      |
| 3  | Nuova Zelanda (bandiera) | D     | Adam Mitchell    |
| 4  | Nuova Zelanda (bandiera) | D     | Christian Gray   |
| 5  | Nuova Zelanda (bandiera) | D     | Nikko Boxall     |
| 7  | Nuova Zelanda (bandiera) | C     | Cameron Howieson |
| 8  | Spagna (bandiera)        | C     | Gerard Garriga   |
| 9  | Nuova Zelanda (bandiera) | A     | Angus Kilkolly   |
| 10 | Nuova Zelanda (bandiera) | A     | Dylan Manickum   |
| 11 | Nuova Zelanda (bandiera) | A     | Ryan De Vries    |
| 12 | Kosovo (bandiera)        | D     | Regont Murati    |
| 13 | Nuova Zelanda (bandiera) | D     | Nathan Lobo      |

| N. |                          | Ruolo | Calciatore         |
| -- | ------------------------ | ----- | ------------------ |
| 14 | Nuova Zelanda (bandiera) | D     | Jordan Vale        |
| 15 | Nuova Zelanda (bandiera) | C     | Aidan Carey        |
| 16 | Nuova Zelanda (bandiera) | A     | Joseph Lee         |
| 17 | Nuova Zelanda (bandiera) | C     | Reid Drake         |
| 18 | Nuova Zelanda (bandiera) | P     | Finn Dockerty      |
| 19 | Nuova Zelanda (bandiera) | A     | William Gillion    |
| 20 | Argentina (bandiera)     | A     | Emiliano Tade      |
| 21 | Nuova Zelanda (bandiera) | C     | Michael den Heijer |
| 23 | Nuova Zelanda (bandiera) | C     | Matt Ellis         |
| 24 | Nuova Zelanda (bandiera) | P     | Cameron Brown      |
| 25 | Giappone (bandiera)      | D     | Takuya Iwata       |

### Flamengo
Allenatore:  Vítor Pereira
| N. |                    | Ruolo | Calciatore             |
| -- | ------------------ | ----- | ---------------------- |
| 1  | Brasile (bandiera) | P     | Santos                 |
| 2  | Uruguay (bandiera) | D     | Guillermo Varela       |
| 3  | Brasile (bandiera) | D     | Rodrigo Caio           |
| 4  | Brasile (bandiera) | D     | Léo Pereira            |
| 5  | Cile (bandiera)    | C     | Erick Pulgar           |
| 6  | Brasile (bandiera) | D     | Ayrton Lucas           |
| 7  | Brasile (bandiera) | C     | Éverton Ribeiro        |
| 8  | Brasile (bandiera) | C     | Thiago Maia            |
| 9  | Brasile (bandiera) | A     | Pedro                  |
| 10 | Brasile (bandiera) | A     | Gabriel Barbosa        |
| 11 | Brasile (bandiera) | A     | Everton                |
| 14 | Uruguay (bandiera) | C     | Giorgian de Arrascaeta |

| N. |                    | Ruolo | Calciatore     |
| -- | ------------------ | ----- | -------------- |
| 15 | Brasile (bandiera) | D     | Fabrício Bruno |
| 16 | Brasile (bandiera) | D     | Filipe Luís    |
| 20 | Brasile (bandiera) | C     | Gerson         |
| 23 | Brasile (bandiera) | D     | David Luiz     |
| 25 | Brasile (bandiera) | P     | Matheus Cunha  |
| 30 | Brasile (bandiera) | D     | Pablo          |
| 31 | Brasile (bandiera) | A     | Marinho        |
| 32 | Cile (bandiera)    | C     | Arturo Vidal   |
| 34 | Brasile (bandiera) | D     | Matheuzinho    |
| 42 | Brasile (bandiera) | C     | Matheus França |
| 45 | Brasile (bandiera) | P     | Hugo Souza     |

### Real Madrid
Allenatore:  Carlo Ancelotti
| N. |                     | Ruolo | Calciatore        |
| -- | ------------------- | ----- | ----------------- |
| 2  | Spagna (bandiera)   | D     | Daniel Carvajal   |
| 3  | Brasile (bandiera)  | D     | Éder Militão      |
| 4  | Austria (bandiera)  | D     | David Alaba       |
| 5  | Spagna (bandiera)   | D     | Jesús Vallejo     |
| 6  | Spagna (bandiera)   | D     | Nacho             |
| 8  | Germania (bandiera) | C     | Toni Kroos        |
| 9  | Francia (bandiera)  | A     | Karim Benzema     |
| 10 | Croazia (bandiera)  | C     | Luka Modrić       |
| 11 | Spagna (bandiera)   | A     | Marco Asensio     |
| 12 | Francia (bandiera)  | C     | Eduardo Camavinga |
| 13 | Ucraina (bandiera)  | P     | Andrij Lunin      |
| 15 | Uruguay (bandiera)  | C     | Federico Valverde |

| N. |                            | Ruolo | Calciatore          |
| -- | -------------------------- | ----- | ------------------- |
| 16 | Spagna (bandiera)          | D     | Álvaro Odriozola    |
| 18 | Francia (bandiera)         | C     | Aurélien Tchouaméni |
| 19 | Spagna (bandiera)          | C     | Dani Ceballos       |
| 20 | Brasile (bandiera)         | A     | Vinícius Júnior     |
| 21 | Brasile (bandiera)         | A     | Rodrygo             |
| 22 | Germania (bandiera)        | D     | Antonio Rüdiger     |
| 24 | Rep. Dominicana (bandiera) | A     | Mariano Díaz        |
| 26 | Spagna (bandiera)          | P     | Luis López          |
| 30 | Spagna (bandiera)          | P     | Lucas Cañizares     |
| 31 | Spagna (bandiera)          | C     | Mario Martín        |
| 33 | Spagna (bandiera)          | C     | Sergio Arribas      |

### Seattle Sounders
Allenatore:  Brian Schmetzer
| N. |                        | Ruolo | Calciatore      |
| -- | ---------------------- | ----- | --------------- |
| 3  | Ecuador (bandiera)     | D     | Xavier Arreaga  |
| 5  | Camerun (bandiera)     | D     | Nouhou Tolo     |
| 6  | Brasile (bandiera)     | C     | João Paulo      |
| 7  | Stati Uniti (bandiera) | C     | Cristian Roldan |
| 9  | Perù (bandiera)        | A     | Raúl Ruidíaz    |
| 10 | Uruguay (bandiera)     | C     | Nicolás Lodeiro |
| 11 | Slovacchia (bandiera)  | C     | Albert Rusnák   |
| 12 | Colombia (bandiera)    | A     | Fredy Montero   |
| 13 | Stati Uniti (bandiera) | A     | Jordan Morris   |
| 16 | El Salvador (bandiera) | D     | Alex Roldan     |
| 19 | Brasile (bandiera)     | A     | Héber           |
| 22 | Stati Uniti (bandiera) | C     | Kelyn Rowe      |

| N. |                        | Ruolo | Calciatore        |
| -- | ---------------------- | ----- | ----------------- |
| 23 | Brasile (bandiera)     | C     | Léo Chú           |
| 24 | Svizzera (bandiera)    | P     | Stefan Frei       |
| 25 | Stati Uniti (bandiera) | D     | Jackson Ragen     |
| 28 | Colombia (bandiera)    | D     | Yeimar Gómez      |
| 29 | Stati Uniti (bandiera) | P     | Jacob Castro      |
| 30 | Stati Uniti (bandiera) | P     | Stefan Cleveland  |
| 45 | Stati Uniti (bandiera) | C     | Ethan Dobbelaere  |
| 75 | Stati Uniti (bandiera) | C     | Danny Leyva       |
| 84 | Stati Uniti (bandiera) | C     | Josh Atencio      |
| 92 | Francia (bandiera)     | D     | Abdoulaye Cissoko |
| 99 | Stati Uniti (bandiera) | A     | Dylan Teves       |

### Wydad Casablanca
Allenatore:  Mehdi Nafti
| N. |                    | Ruolo | Calciatore          |
| -- | ------------------ | ----- | ------------------- |
| 1  | Marocco (bandiera) | P     | Yanis Henin         |
| 2  | Marocco (bandiera) | C     | Ismail Moutaraji    |
| 3  | Algeria (bandiera) | D     | Houcine Benayada    |
| 4  | Marocco (bandiera) | D     | Amine Aboulfath     |
| 5  | Marocco (bandiera) | C     | Yahya Jabrane       |
| 6  | Marocco (bandiera) | C     | Jalal Daoudi        |
| 8  | Marocco (bandiera) | C     | Reda Jaadi          |
| 9  | Camerun (bandiera) | A     | Didier Lamkel Zé    |
| 10 | Marocco (bandiera) | C     | Ayman El Hassouni   |
| 11 | Marocco (bandiera) | A     | Mohamed Ounajem     |
| 13 | Marocco (bandiera) | C     | Abdellah Haimoud    |
| 14 | Marocco (bandiera) | D     | Yahia Attiyat Allah |

| N. |                         | Ruolo | Calciatore           |
| -- | ----------------------- | ----- | -------------------- |
| 17 | Marocco (bandiera)      | A     | Badie Aouk           |
| 20 | Senegal (bandiera)      | A     | Bouly Sambou         |
| 22 | Marocco (bandiera)      | D     | Ayoub El Amloud      |
| 23 | Marocco (bandiera)      | A     | Hicham Boussefiane   |
| 25 | Marocco (bandiera)      | D     | Amine Farhane        |
| 26 | Marocco (bandiera)      | P     | Ahmed Reda Tagnaouti |
| 30 | Marocco (bandiera)      | A     | Saifeddine Bouhra    |
| 31 | Marocco (bandiera)      | C     | Hamza Ait Allal      |
| 32 | Marocco (bandiera)      | P     | Youssef El Motie     |
| 33 | Marocco (bandiera)      | A     | Hamid Ahadad         |
| 35 | RD del Congo (bandiera) | D     | Arsène Zola          |